# Гитерман, Шлёма
Шлёма Гитерман (также Соломон, Шломо; род. 31 октября 1935) — молдавский и израильский шахматист.
Четырёхкратный чемпион Молдавской ССР (1954, 1956, 1957, 1960).
Занял второе место на чемпионате Молдавии 1961 года.
С 1974 года в Израиле (Беэр-Шева). Работал инженером. Принимал участие в чемпионатах Израиля (1975, 1976), занял второе место.

## Изменения рейтинга
| Графики недоступны из-за технических проблем. См. информацию на Фабрикаторе и на mediawiki.org. |